# Idriej
Idriej (grč. Ἱδριεύς; Idrieus) je od 351. do 344. pr. Kr. bio satrap Karije u službi Perzijskog Carstva, odnosno četvrti vladar iz dinastije Hekatomnida.

## Obitelj
Idriej je bio drugi sin Hekatomna, koji je 391. pr. Kr. postao satrapom Karije. Na tom položaju 377. pr. Kr. naslijedio ga je stariji sin Mauzol, kojeg je pak zamijenila njegova sestra i žena Artemizija II. Nakon njene smrti 351. pr. Kr. na vlast dolazi Idriej koji vlada sedam godina. Poput starijeg brata, Idriej se također oženio vlastitom sestrom Adom koja ga je naslijedila nakon njegove smrti 344. pr. Kr. Idriej je imao i mlađeg brata Piksodara koji je kasnije naslijedio njegovu ženu, i vladao kao zadnji vladar iz dinastije Hekatomnida.

## Život
U vrijeme Idriejovog dolaska na vlast, perzijski vladar Artakserkso III. pokrenuo je pohod protiv Egipta koji se osamostalio, no njegov prvi pohod završava neuspjehom protiv združene egipatske vojske i grčkih plaćenika pod vodstvom faraona Nektaneba II. Neposredno nakon poraza, perzijski veliki kralj naređuje okupljanje nove vojske kod Sidona, no stanovnici tog feničkog grada nenaviknuti na prisutnost tolikog broja stranaca podižu pobunu. Nektanebo II. im u pomoć šalje plaćenike pod zapovjedništvom Mentora s Rodosa, nakon čega se pobuna širi i na Cipar.
Godine 343. pr. Kr. perzijski vladar Artakserkso III. ovlašćuje karijskog satrapa Idrieja od Karije da uguši pobunu na Cipru, pa on upošljava 8.000 grčkih plaćenika i 40 trirema kojima zapovijeda Atenjanin Focion. Ciparska pobuna brzo je ugušena. Istovremeno, Artakserkso III. imenuje sirijskog satrapa Beleza te cilicijskog satrapa Mazeja zapovjednicima ekspedicije protiv feničkog grada Sidona. Obojica satrapa doživjeli su velike poraze protiv sidonskog kralja Teneja kojem su pomoć od 40.000 grčkih plaćenika poslali egipatski faraon Nektanebo II. i Mentor s Rodosa. Perzijanci su bili prisiljeni povući se iz Fenicije, a pobuna se širi i na Samariju i Judeju na jugu. Nakon toga Artakserkso III. odlučuje podići glavnu perzijsku vojsku od 300.000 vojnika i vodi je prema pobunjenom gradu Sidonu. Dolazak goleme perzijske vojske pred grad slomio je moral njegovih stanovnika, pa Sidon pada 345. pr. Kr. nakon kratkotrajne opsade, a Fenicija je za kaznu priključena satrapiji Ciliciji. Idriej u to vrijeme Kariji priključuje Hios, Rodos i Kos, nakon čega raste njegovo bogatstvo ali i politički značaj same satrapije.

## Graditeljski projekti
Za vrijeme Idriejove vladavine završena je gradnja Mauzoleja u Halikarnasu, kojeg je dala izgraditi njegova sestra prethodnica Artemizija II. u čast svog preminulog muža (i brata) Mauzola. U njegovo doba mauzolej je nastavio ukrašavati peti kipar po imenu Pteron, koji je okrunio postojeći spomenik s krovom u obliku stepenaste piramide koja je sadržavala 24 stepenice. Šesti umjetnik Pitije na samom je vrhu dodao mramornu kočiju s četiri bijela konja. Osim mauzoleja, obnovio je i Zeusov hram na otoku Labraundi kojem je dodao južni i istočni prilaz, te izgradio Dorsku kuću.

## Smrt i ostavština
Idriej umire od groznice 344. pr. Kr., godinu dana nakon gušenja satrapske pobune na zapadu Perzijskog Carstva. Prema njegovoj osobnoj želji, na mjestu njegovog nasljednika imenovana je njegova sestra i žena Ada. To se pokazalo velikom pogreškom, budući kako se njegov mlađi brat Piksodar nije slagao s tom idejom, što je dovelo do njihovih osobnih svađi ali i nestabilnosti u Kariji. Nekad najmoćnija satrapija zapadne Male Azije koju su uzdigli Mauzol i Idriej, počinje propadati i gubiti na političkom značaju. Deset godina nakon Idriejove smrti, Piksodara na mjestu satrapa nasljeđuje perzijski namjesnik Orontobat, čime nestaje karijska dinastija Hekatomnida. Orontobata je na tom položaju imenovao veliki kralj Darije III., koji se pokušao oženiti Piksodarovom kćeri u cilju da pridobije naklonost lokalnog stanovništva. Kada je 334. pr. Kr. u Kariju stigao makedonski vladar Aleksandar Makedonski, u narodu popularna Ada vraćena je na mjesto satrapa.

## Poveznice
- Mauzol
- Artemizija II.
- Ada

| Prethodnik:                          | Satrap Karije (351. - 344. pr. Kr.) | Nasljednik:               |
| Artemizija II. (353. - 351. pr. Kr.) | Satrap Karije (351. - 344. pr. Kr.) | Ada (344. - 340. pr. Kr.) |

## Vanjske poveznice
- Idriej (Livius.org, Jona Lendering)  Arhivirana inačica izvorne stranice od 18. studenoga 2009. (Wayback Machine)
- Idriej (Idrieus), AncientLibrary.com
- Idriej (enciklopedija Britannica)